# Bulbophyllum approximatum
Bulbophyllum approximatum là một loài phong lan thuộc chi Bulbophyllum.